# منى غوستافسون
منى غوستافسون (بالسويدية: Mona Gustafsson)‏ هي مغنية وكاتبة غنائية سويدية، ولدت في 9 أغسطس 1956 في هالمستاد في السويد.